# Chicago Tribune
Chicago Tribune je vodeći dnevni list iz Chicaga u američkoj državi Illinois, čiji je vlasnik Tribune Company. Dugo vremena poznat pod vlastitim motom "World's Greatest Newspaper" (Najveće novine na svijetu), do dana današnjeg je ostao najpopularniji dnevni list u metropolitanskom području Chicaga i američkoj regiji Srednjeg Zapada. Predstavlja jedan od deset najtiražnijih dnevnih listova u SAD, s nedjeljnom tiražom od 957.212 primjeraka.
2.travnja 2007. Tribune je objavio da se tvrtka namjerava prodati za 8,2 milijardi dolara. Kao dio plana će se dionice moći otkupljivati po cijeni od 34 US-$, kao i u skladu s Planom o vlasništvu zaposlenika na dionicama. Novi predsjednik će postati čikaški magnat nekretnina Sam Zell. U skladu s planom Chicago Cubs i njihov stadion Wrigley Field će se prodati nakon sezone 2007. Tu spada i Tribuneov udio u čikaškoj mreži Comcast SportsNet.

## Povijest
Chicago Tribune je svoj prvi broj imao 10. lipnja 1847. te je prvih nekoliko godina često mijenjao vlasnike i političku orijentaciju, iako je ona u pravilu bila usmjerena protiv Demokratske stranke. Tribune je podržavao Vigovsku, Stranku slobodnog tla, te nativističku stranku Know Nothing. Kada su sredinom 1855. list kupili Joseph Medill i Charles Ray, list se okrenuo novoj Republikanskoj stranci te je ta orijentacija, u većoj ili manjoj mjeri, ostala do današnjih dana.
Chicago Tribune je u godinama pred i za vrijeme građanskog rata imao značajnu ulogu, jer se zalagao za ukidanje ropstva te podržavao izbor Abrahama Lincolna za predsjednika SAD.
U prvoj polovici 20. stoljeća listu je snažan pečat dao vlasnik i urednik Robert R. McCormick, nekadašnji progresivac koji se pretvorio u izolacionista i snažnog kritičara New Deala. Pod njegovim vodstvom je list podržavao pokret America First, protivio se ulasku SAD u drugi svjetski rat, a kasnije je podržavao Josepha McCarthyja. S druge je strane list bio pionir u medijskoj integraciji, 1920-ih osnovavši vlastitu radio-stanicu, a 1940-ih i vlastitu TV-stanicu. Iz tog razdoblja datira scoop kada je 1919. objavljen tekst Versajskog mirovnog ugovora, ali i fijasko iz 1948. godine kada je na naslovnici objavljena vijest prema kojoj je Thomas E. Dewey na izborima porazio predsjednika Harryja S. Trumana - vijest za koju se pokazalo da nije točna.
Od 1969. list se više okreće prema centru, a za vrijeme afere Watergate oštro kritizirao predsjednika Nixona. Uvodnik kojim se traži njegovo micanje s dužnosti je, prema mnogima, Nixona nagnalo da podnese ostavku.
Danas, pak, Chicago Tribune ima ujednačenu uređivačku politiku. Iako je list kritizirao Bushovu politiku po pitanju ljudskih prava, podržavao je njegovu ekonomsku politiku, a godine 2004. je pozvao čitatelje da mu daju glas na predsjedničkim izborima.

## Vanjske poveznice
- Chicago Tribune
- Tribune Company